# 広島県道・島根県道4号甲田作木線
広島県道・島根県道4号甲田作木線（ひろしまけんどう・しまねけんどう4ごうこうださくぎせん）は、広島県安芸高田市から島根県邑智郡邑南町を経由して広島県三次市を結ぶ県道（主要地方道）である。

## 概要
起点・終点ともに広島県であるが、途中で島根県を通る道路である。

### 路線データ
- 起点：広島県安芸高田市甲田町上甲立・高宮分かれ交差点（国道54号交点）
- 終点：広島県三次市作木町大津・両国橋東詰（国道375号・広島県道・島根県道112号三次江津線交点）
- 総延長：32.2 km
- 実延長：25.6 km（広島県区間：0.193 km＋19.185 km[1]、島根県区間：6.261km）
- 認定：1972年（昭和47年）3月21日[1]

## 歴史
- 1972年（昭和47年）3月21日 広島県告示第234号により広島県道34号甲田作木線として認定される[1]。当時は広島県内のみを通る道路であった。
- 1972年（昭和47年）11月1日 広島県の県道番号再編（固定番号導入）により広島県道45号甲田作木線に改称する。
- 1993年（平成5年）5月11日 - 建設省から、県道甲田作木線・県道都賀高宮線の一部・県道浜田作木線の一部が甲田作木線として主要地方道に指定される[2]。
- 1994年（平成6年）4月1日 広島県告示第407号・島根県告示第410号により広島県道・島根県道4号甲田作木線に改称・認定される。また、高田郡高宮町佐々部以北を途中で島根県を通る経路に変更され、それに伴い、終点を双三郡作木村香淀から双三郡作木村大津に変更。
  - 島根県道・広島県道111号都賀高宮線（島根県告示第409号・広島県告示第408号の2により廃止）の一部（高田郡高宮町佐々部 - 邑智郡羽須美村下口羽）が本路線に移行、島根県道・広島県道7号浜田作木線（広島県道・島根県道112号三次江津線重用）の一部（邑智郡羽須美村下口羽 - 双三郡作木村大津）が本路線との重用区間となる。
  - 都賀高宮線の残部は島根県告示第408号により島根県道294号羽須美大和線（現在の島根県道294号邑南美郷線）に認定されている。経路変更前の本路線の残部（高田郡高宮町佐々部 - 双三郡作木村香淀、国道433号・国道434号・広島県道・島根県道112号三次江津線との重用区間）は本路線との重用区間を解消している。
- 2004年（平成16年）3月1日 高田郡吉田町・八千代町・美土里町・高宮町・甲田町・向原町が対等合併して安芸高田市が成立したことに伴い起点の地名表記が変更される（高田郡甲田町上甲立→安芸高田市甲田町上甲立）。
- 2004年（平成16年）4月1日（旧）三次市・双三郡君田村・布野村・作木村・吉舎町・三良坂町・三和町・甲奴郡甲奴町が対等合併して（新）三次市が成立したことに伴い終点の地名表記が変更される（双三郡作木村大津→三次市作木町大津）。
- 2005年（平成17年）6月1日 - 安芸高田市の区間（国道433号・国道434号重用区間を除く）における県道の管理権限が広島県から安芸高田市へ移譲される[3]。

## 路線状況

### 重用区間
- 広島県道322号北船木線（安芸高田市高宮町佐々部）
- 国道433号・国道434号（安芸高田市高宮町佐々部）
- 広島県道・島根県道112号三次江津線（安芸高田市高宮町佐々部）
- 島根県道・広島県道7号浜田作木線・広島県道・島根県道112号三次江津線（邑智郡邑南町下口羽 - 三次市作木町大津・両国橋東詰〔終点〕）

### 道路施設

#### 橋梁
- 両国橋（邑智郡邑南町下口羽 - 三次市作木町大津間、江の川）

## 地理

### 通過する自治体
- 広島県安芸高田市
- 島根県邑智郡邑南町
- 広島県三次市

### 交差する道路
| 交差する道路 | 都道府県名 | 市町村名   | 市町村名   | 交差する場所 | 交差する場所          |
| --- | ---------- | ---------- | ---------- | ------------ | --------------------- |
| 国道54号 国道183号 重複 広島県道52号世羅甲田線                                                                      | 広島県     | 安芸高田市 | 安芸高田市 | 甲田町上甲立 | 高宮分れ交差点 / 起点 |
| 広島県道179号下北甲田線                                                                                             | 広島県     | 安芸高田市 | 安芸高田市 | 甲田町浅塚   | 浅塚三差路交差点      |
| 広島県道64号三次美土里線                                                                                            | 広島県     | 安芸高田市 | 安芸高田市 | 高宮町房後   | 房後交差点            |
| 広島県道322号北船木線 重複区間起点                                                                                  | 広島県     | 安芸高田市 | 安芸高田市 | 高宮町佐々部 | 高宮支所前交差点      |
| 国道433号 重複区間起点 国道434号 重複区間起点 広島県道322号北船木線 重複区間終点                                    | 広島県     | 安芸高田市 | 安芸高田市 | 高宮町佐々部 |                       |
| 国道433号 重複区間終点 国道434号 重複区間終点 広島県道・島根県道112号三次江津線                                     | 広島県     | 安芸高田市 | 安芸高田市 | 高宮町佐々部 |                       |
| 広島県道323号中北川根線                                                                                             | 広島県     | 安芸高田市 | 安芸高田市 | 高宮町川根   |                       |
| 島根県道・広島県道109号邑南高宮線                                                                                   | 広島県     | 安芸高田市 | 安芸高田市 | 高宮町川根   |                       |
| 島根県道・広島県道7号浜田作木線 重複区間起点 広島県道・島根県道112号三次江津線 重複区間起点 島根県道294号邑南美郷線 | 島根県     | 邑智郡     | 邑南町     | 下口羽       |                       |
| 国道375号 島根県道・広島県道7号浜田作木線 重複区間終点 広島県道・島根県道112号三次江津線 重複区間終点               | 広島県     | 三次市     | 三次市     | 作木町大津   | 終点                  |